# Подгориця (Добреполє)
Подгориця (словен. Podgorica) — поселення в общині Добреполє, Осреднєсловенський регіон, Словенія. 
Висота над рівнем моря: 438,3 м.